# Luz de Paulding

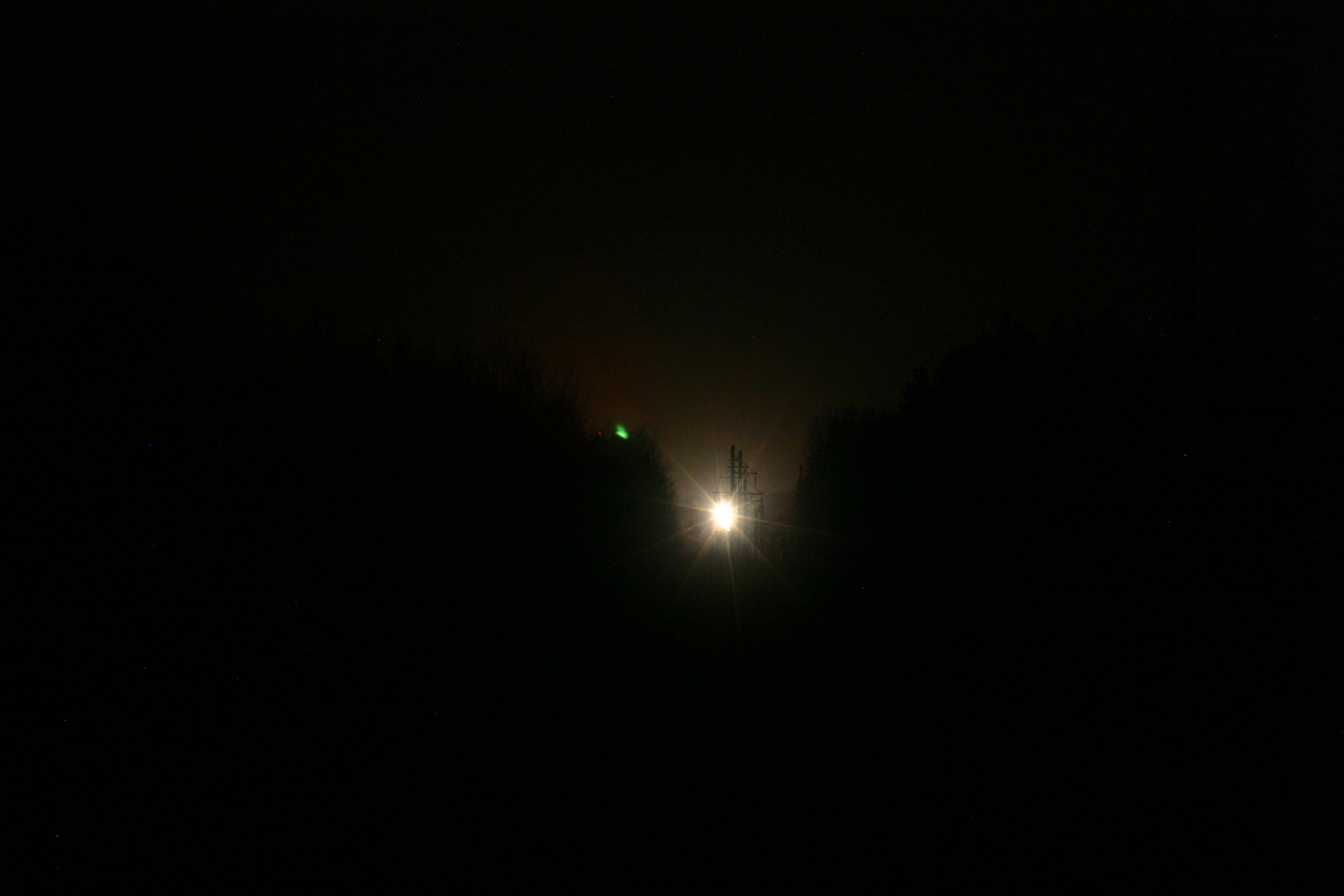
Luz de Paulding

Se denomina luz o luces de Paulding o de Dog Meadow ("Prado del Perro") a un fenómeno óptico que se presenta en el valle de Paulding, en Míchigan, Estados Unidos.
El fenómeno consiste en la aparición, todos los días al menos desde 1966 (cuando lo avistaron por primera vez unos adolescentes y se reseñó en la prensa, aunque los lugareños afirman que es muy anterior) al caer la noche o apenas anochecido, pero no a hora fija, de una luz, y a veces dos o tres, hacia el final de un sendero paralelo a unos postes del tendido eléctrico en un valle boscoso de Paulding, Míchigan. La luz varía de intensidad y destella hasta que desaparece al cabo de unos minutos, la luz ha sido grabada y existen vídeos en Internet. Como el hecho se produce todos los días, ha podido ser observado, registrado y estudiado muchas veces. El mejor lugar para observarlo está marcado, y se llega a él por la vieja carretera estatal US 45 al norte de Watersmeet en Míchigan. A unos 8 km de Watersmeet, el camino inicia una lenta curva a la derecha y al lado izquierdo hay un camino llamado "Robbins Pond Road". Si bien en el pasado fue considerado un caso paranormal y se lo asoció a diversas leyendas de fantasmas de los vecinos del lugar, una investigación realizada por la Sociedad de Ingenieros de Instrumentación Foto-Ópticos, determinó que las luces corresponden a los vehículos que circulan por la carretera US 45 que se encuentra a unos 8 km de distancia.

## Explicación científica
Mientras que el folclore popular atribuyó explicaciones paranormales o sobrenaturales para la luz, el fenómeno es fácilmente explicable como la luz proveniente de faros de los coches que circulan por la carretera US 45, aproximadamente a 8 km al norte del área de observación. En el 2010, alumnos de la Universidad Tecnológica de Míchigan usaron un telescopio para examinar la luz, y pudieron ver con claridad los vehículos en una carretera. Ellos pudieron recrear la Luz de Paulding conduciendo un vehículo por un sector específico en la carretera US 45, así como realizar otras observaciones tales como su patrón de colores (luces intermitentes de la policía) y las variaciones de intensidad (luces altas y bajas). Se especuló con que la estabilidad de una capa de inversión atmosférica permite que las luces sean visibles desde el tramo de la carretera a 8 km de distancia.